# Parc de l'église de Pyynikki
Le Parc de l'église de Pyynikki (finnois : Pyynikin kirkkopuisto) autrefois nommé Parc de l'église Alexandre (finnois : Aleksanterin kirkkopuisto) est un parc  du quartier de Kaakinmaa au centre de Tampere en Finlande. 

## Description
Le parc qui entoure l'église Alexandre de Tampere est un l'ancien cimetière de Tampere créé en 1785.
Le cimetière est abandonné quand il est remplacé par le Cimetière de Kalevankangas ouvert en 1880. 
Le 2 mars 1880, on pose la première pierre de l'église Alexandre de Tampere.
Dès 1813, on plante des bouleaux dans le cimetière, mais au début des années 1880 le jardinier municipal Karl Johan Gauffin conçoit un nouveau parc autour de l'église dans lequel on plante des saules argentés, des mélèzes de Sibérie et des ormes. 
En 1898, son successeur Onni Karsten espacera les arbres et fera de nouveaux sentiers,.
Même si Le cimetière est un parc depuis un siècle il y reste de nombreuses pierres tombales.
Il a été dit qu'en 1918, pendant la guerre civile finlandaise on a creusé des charniers où auraient été enterrés des Rouges exécutés.
Les tombes seraient sans marques et les sentiers passeraient sur ces tombes.
Selon les chercheurs les ruemurs sont infondées.
Le parc a le plus gros Mélèze d'Europe, dont la circonférence en 1989 a été mesurée à 457 cm.

## Galerie

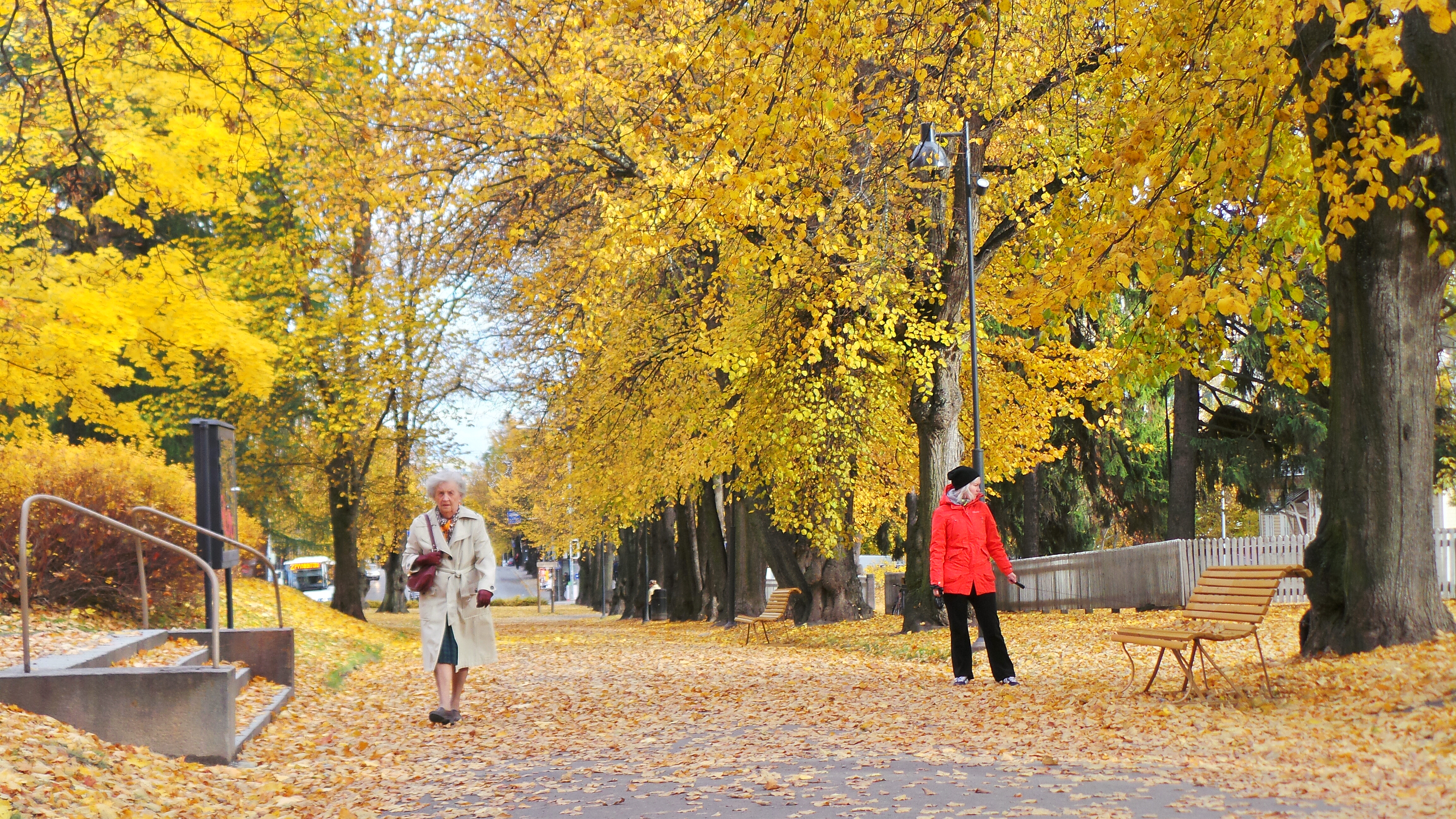
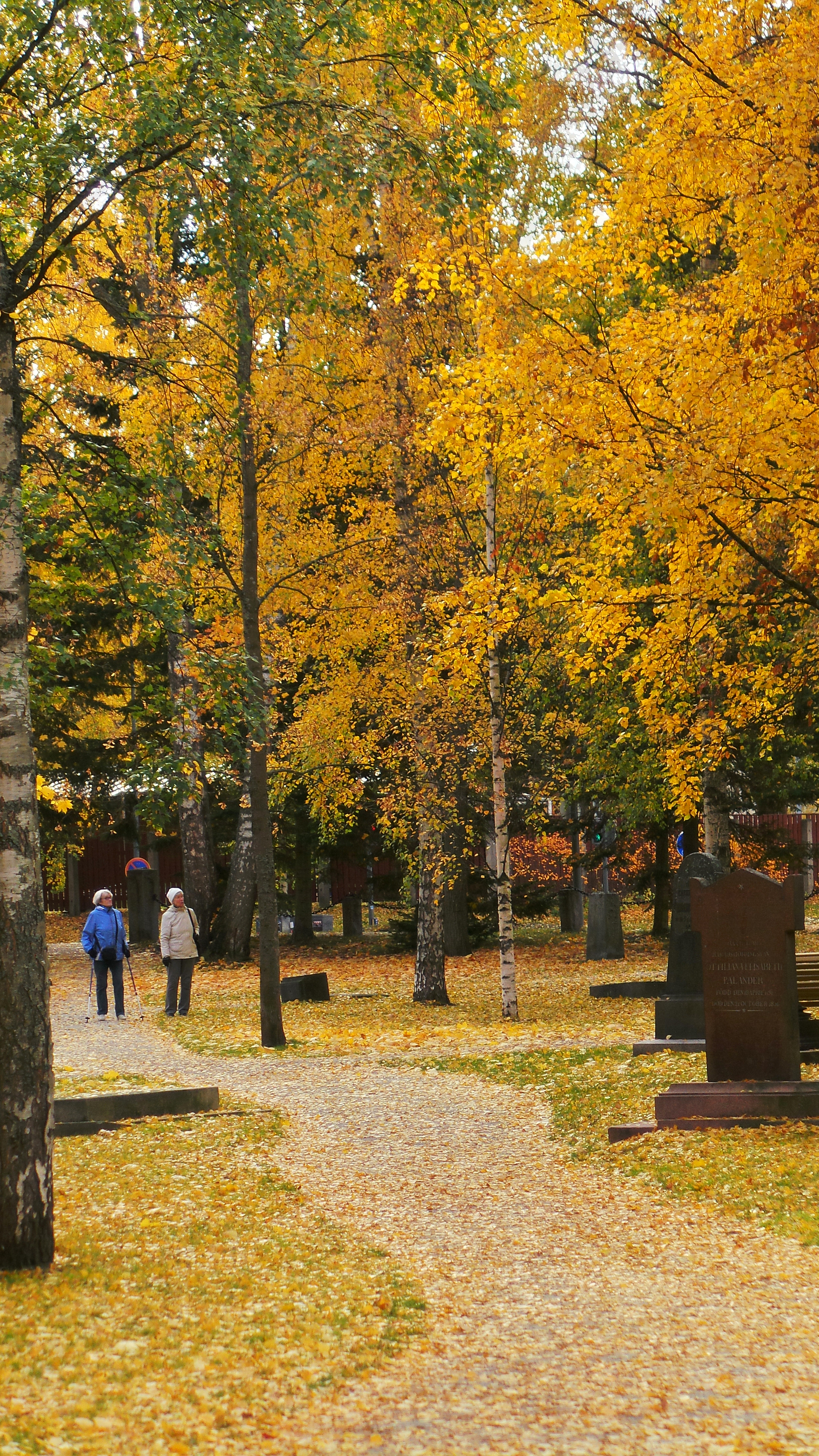
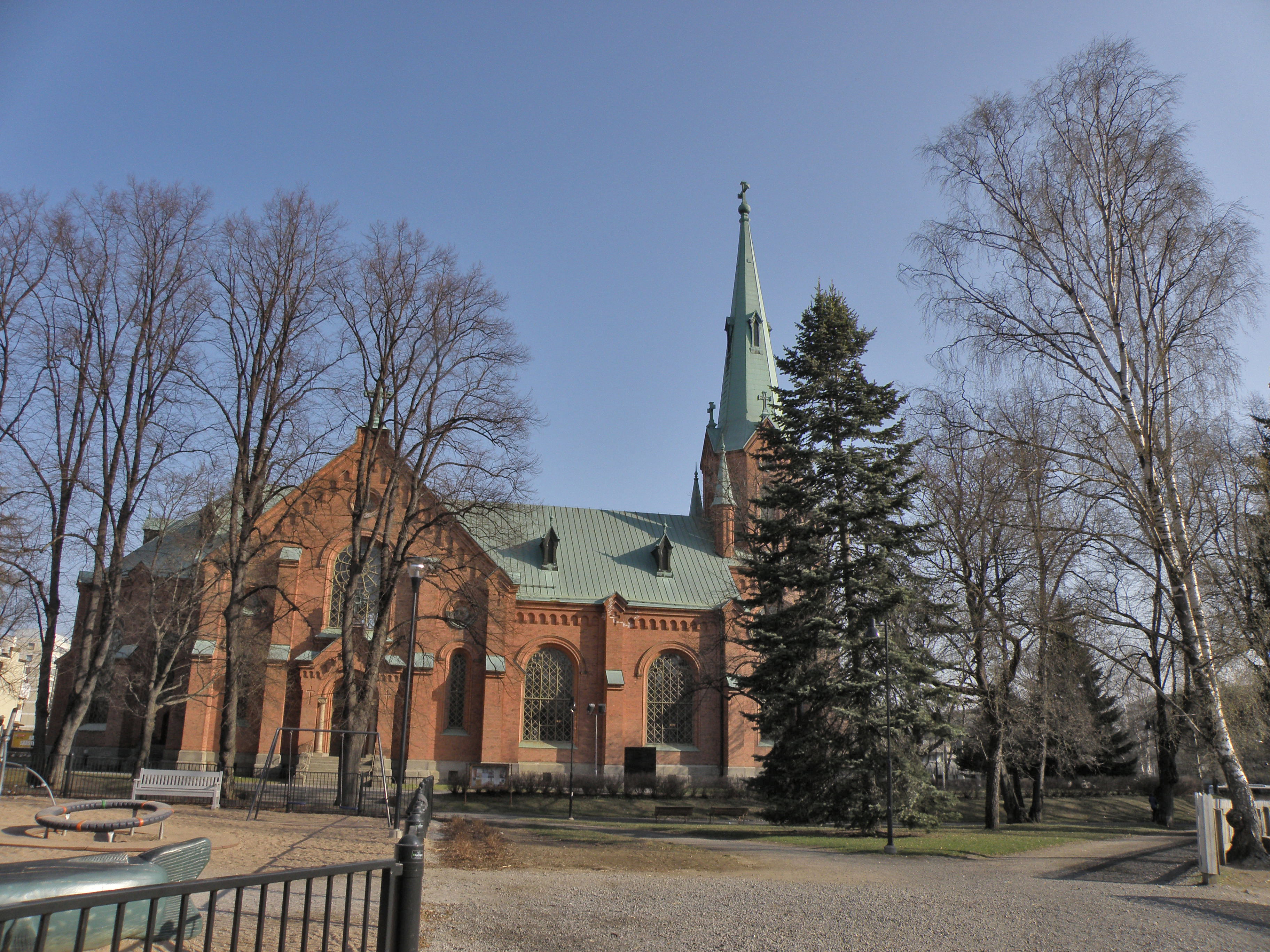
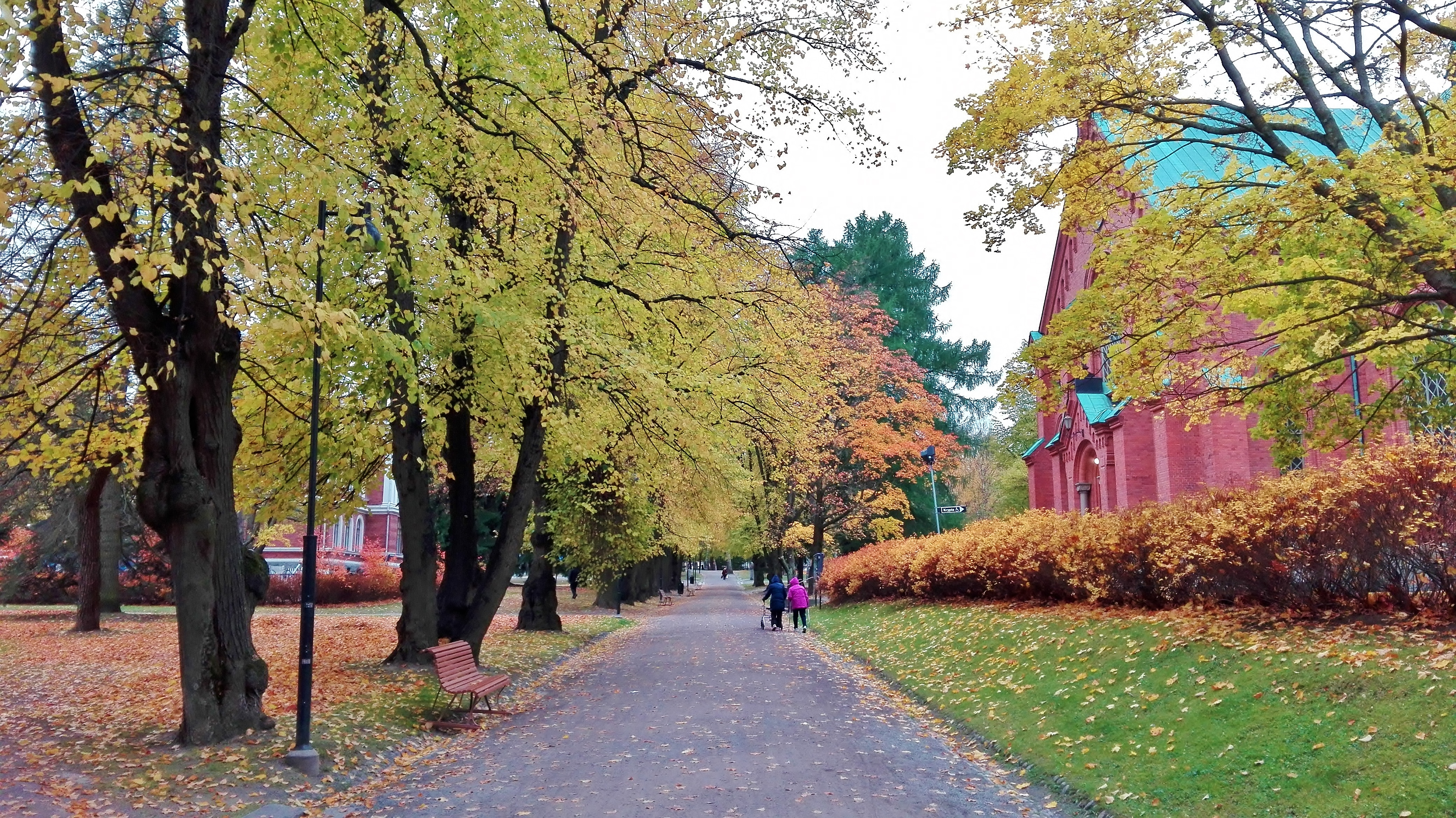
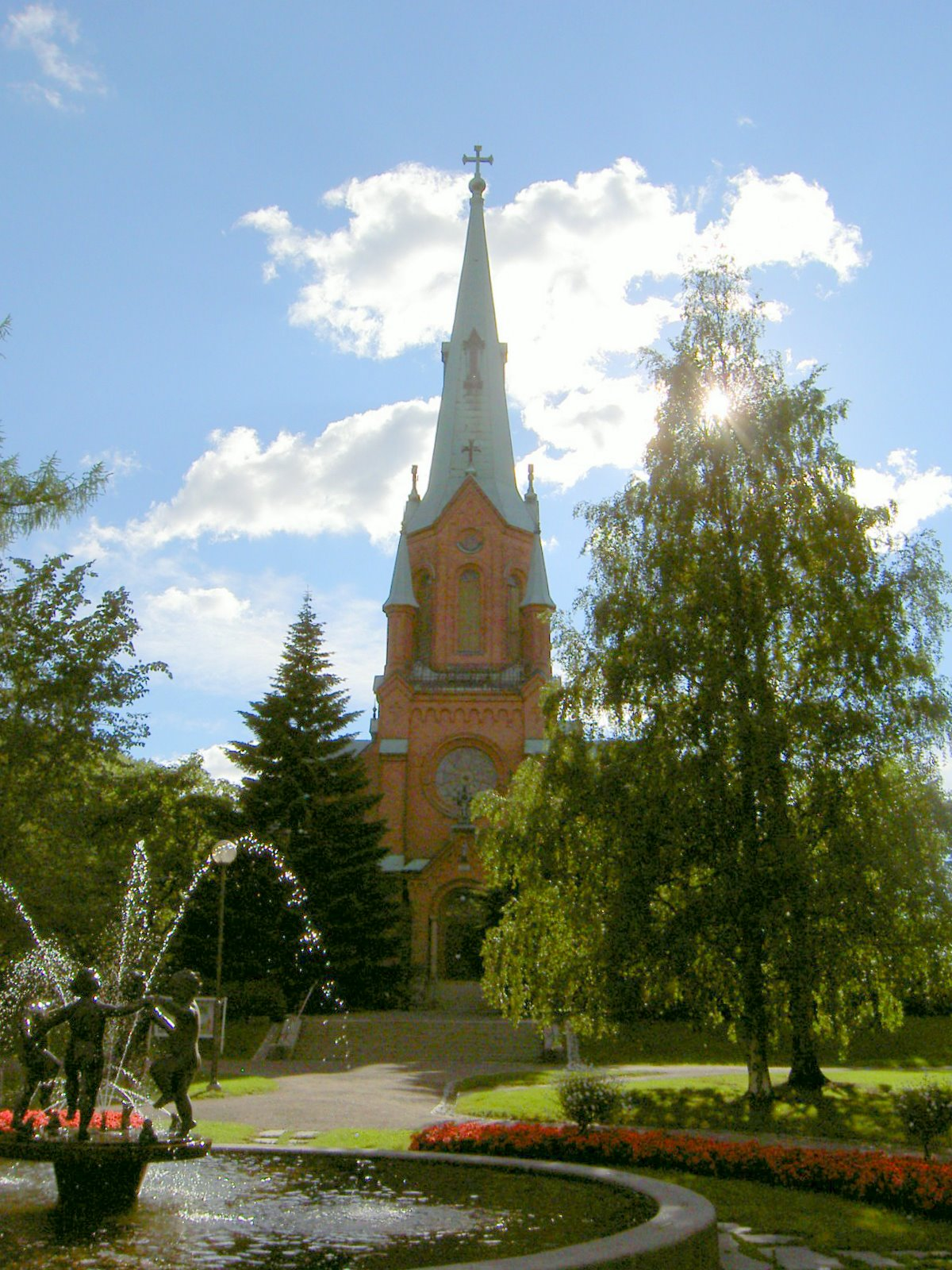
La fontaine décorée de la statue Kevät
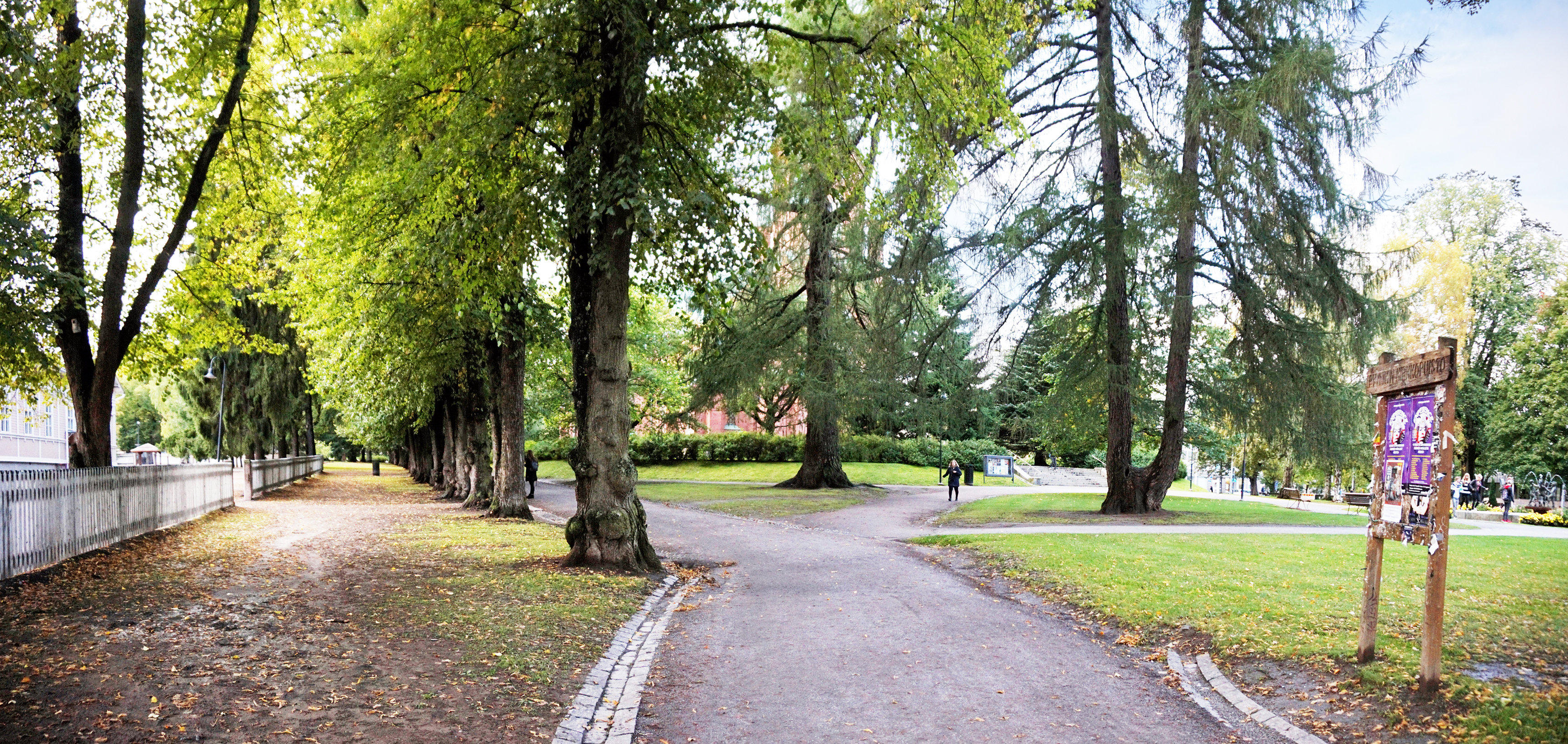
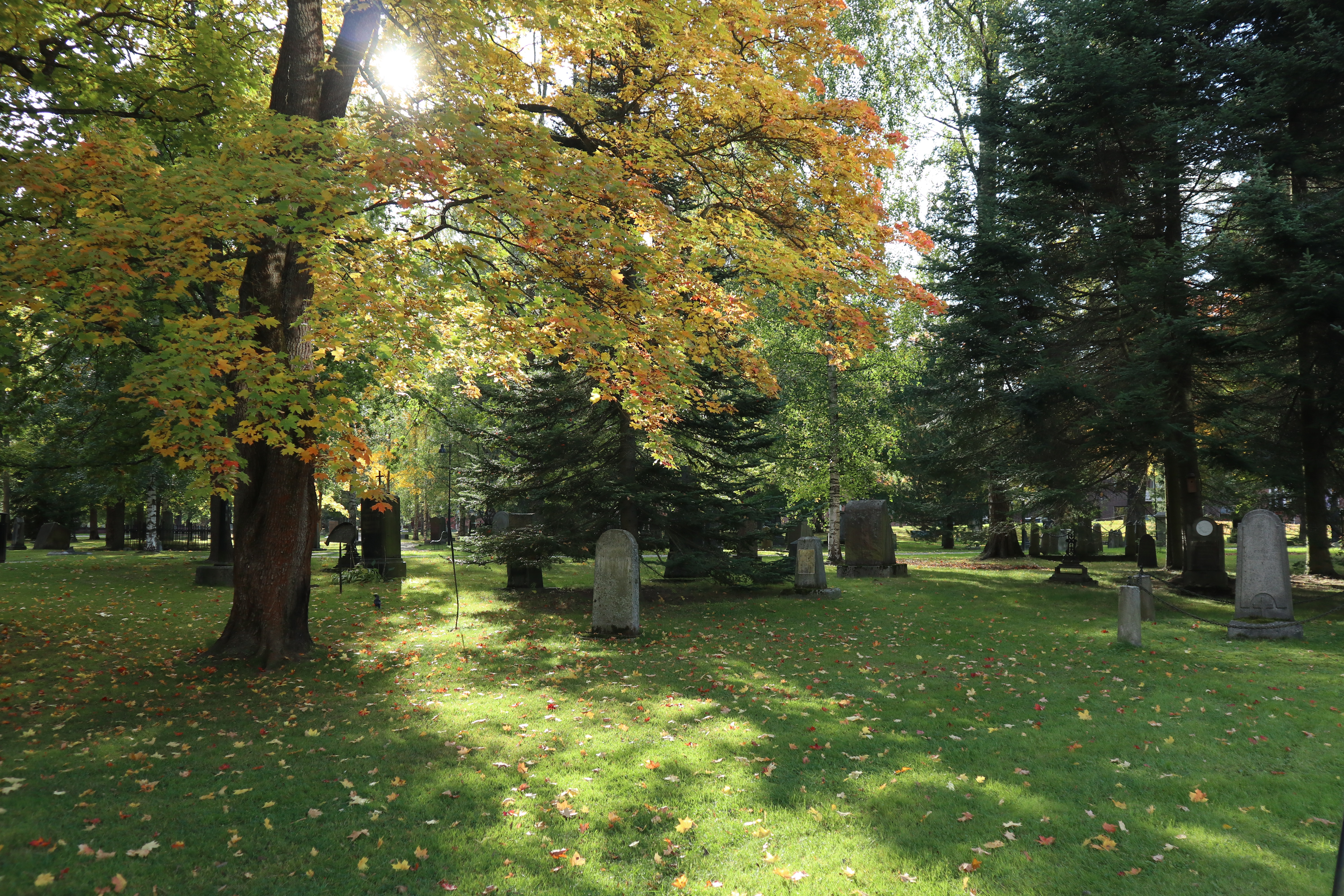